# Constantin al II-lea Brâncoveanu
Constantin al II-lea Brâncoveanu (n. 1683 – d. 15/26 august 1714, Constantinopol) a fost primul fiu al boierului (și viitorului domn al Țării Românești) Constantin Brâncoveanu și al soției sale, Marica. S-a născut pe vremea când tatăl lui îndeplinea funcția de spătar.
Beizadeaua Constantin s-a căsătorit la 20 ianuarie 1706 cu Anița, fiica marelui boier moldovean Ion Balș, mariajul făcând parte din politica matrimonială a lui Constantin Brâncoveanu. Din căsnicie s-a născut un copil, botezat tot Constantin.
Istoria consemnează puține informații despre el. Împreună cu fratele său Ștefan, a pus la 9 iunie 1699 (pe stil vechi) piatra de temelie a bisericii mari a Mânăstirii Brâncoveni. Tot împreună cu Ștefan Brâncoveanu, și cu un alai de boieri, a ieșit la 24 aprilie 1704 în întâmpinarea lordului Paget, sol englez care vizita Bucureștii. La 20 iulie 1713, a ridicat o cruce de piatră în memoria bunicului său, Papa Brâncoveanu. Acest monument, ridicat chiar în locul unde postelnicul Papa Brâncoveanu murise, se găsește la poalele dealului Mitropoliei.
Constantin al II-lea Brâncoveanu a fost ridicat de turci în aprilie 1714 și dus împreună cu întreaga familie la Istanbul, după mazilirea tatălui său. Cu toții au fost închiși la Edikule; pe lângă caznele la care a fost supus domnul mazilit s-a adăugat că și fiii au fost torturați în fața celor doi părinți. În cele din urmă, pe 15/26 august 1714 a fost decapitat (la fel ca și ceilalți trei frați, boierul Ianache Văcărescu și domnul mazilit) în fața sultanului Ahmed al III-lea, trupurile fiindu-le aruncate în mare.
Beizadeaua Constantin era singurul dintre fiii Brâncoveanului care depășise în momentul morții vârsta de 30 de ani. Prin copilul său s-a transmis patronimul Brâncoveanu mai departe. La 20 iunie 1992, a fost canonizat de către Biserica Ortodoxă Română, alături de frații, tatăl și boierul Ianache Văcărescu, fiind venerați sub numele de „Sfinții Mucenici Brâncoveni”. Portrete ale sale s-au păstrat în pictura votivă a bisericii de la Mogoșoaia și a Mânăstirii Hurezi.